# 桑威奇 (麻薩諸塞州)
桑威奇（英語：Sandwich）是一個位於美國麻薩諸塞州巴恩斯特布爾縣的鎮。

## 人口
根據2020年美國人口普查的數據，桑威奇的面積為114.50平方千米，當中陸地面積為110.70平方千米，而水域面積為3.80平方千米。當地共有人口20259人，而人口密度為每平方千米177人。